# Tetsuya Nakashima
Pour les articles homonymes, voir Nakashima.
Tetsuya Nakashima (中島 哲也, Nakashima Tetsuya), né le 2 septembre 1959 à Fukuoka, est un réalisateur et scénariste japonais.

## Filmographie sélective
- 1982 : Hanoji wasurete (はの字忘れて?)
- 1988 : Bakayarō! : Watashi okkote masu (バカヤロー! 私、怒ってます?) (segment 2)
- 1997 : Un été à toute épreuve (夏時間の大人たち, Natsu jikan no otonatachi?)[1]
- 1998 : Beautiful Sunday
- 2004 : Kamikaze Girls (下妻物語, Shimotsuma monogatari?)
- 2006 : Memories of Matsuko (嫌われ松子の一生, Kiraware Matsuko no isshō?)
- 2008 : Paco and the Magical Book (パコと魔法の絵本, Paco to mahō no ehon?)
- 2010 : Confessions (告白, Kokuhaku?)
- 2014 : The World of Kanako (渇き。, Kawaki?)
- 2018 : Kuru (来る?)

## Récompenses et distinctions
- Rosa Camuna d'argent, lors du Bergamo Film Meeting 1999 pour Un été à toute épreuve.
- Nomination au prix du meilleur film asiatique, lors du Festival international du film de Singapour 1999 pour Beautiful Sunday.
- Prix du meilleur film et du meilleur réalisateur, lors des Japanese Professional Movie Awards 2005 pour Kamikaze Girls.
- Nomination au prix du meilleur film étranger aux Oscars 2010 pour Confessions.
- Prix du meilleur réalisateur et du meilleur scénario pour Memories of Matsuko lors des 30èmes Japan Academy Prize.
- Prix du meilleur réalisateur pour PACO and The Magical Book lors des 32e Japan Academy Prize.
- Prix du meilleur film, du meilleur réalisateur, meilleur montage et du meilleur scénario  pour Confessions lors des 34e Japan Academy Prize.